# Machipanda
Machipanda – miasto na Mozambiku, w prowincji Manica.